# Hamsholmen
Ne doit pas être confondu avec Hamsholmen (Lindås).
Hamsholmen est une île du Rogaland, située près de Lyraskjer et de Flagholmen.